# چونان
چونان (به لاتین: Chōnan) یک منطقهٔ مسکونی در ژاپن است که در Chōsei District واقع شده‌است. چونان ۶۵٫۳۸ کیلومترمربع مساحت و ۸٬۷۷۴ نفر جمعیت دارد.